# Medalia „A 15-a aniversare a Miliției Transnistrene”

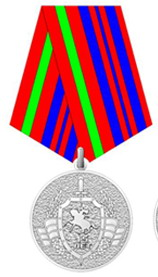
Medalia "A 15-a aniversare a Miliţiei Transnistrene"

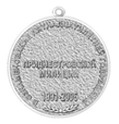
Reversul medaliei "A 15-a aniversare a Miliţiei Transnistrene"

Medalia "A 15-a aniversare a Miliției Transnistrene" (în rusă Медаль "15 лет Приднестровской милиции") este una dintre decorațiile jubiliare ale auto-proclamatei Republici Moldovenești Nistrene. Ea a fost înființată prin decret al președintelui RMN, Igor Smirnov, din anul 2006.

## Statut
1. Cu Medalia jubiliară "A 15-a aniversare a Miliției Transnistrene" sunt decorați:
a) angajații organelor și departamentelor Ministerului Afacerilor Interne al Republicii Moldovenești Nistrene pentru îndeplinirea cu cinste a atribuțiilor de serviciu în garantarea respectării legii și ordinii și a siguranței publice, a controlului infracționalității, dovedind vitejie și devotament;
b) cetățenii Republicii Moldovenești Nistrene, reprezentanți ai instituțiilor publice pentru participarea activă la respectarea legii și controlului infracționalității;
c) cetățenii altor state, pentru relațiile active cu agențiile de aplicare a legii ale Republicii Moldovenești Nistrene în lupta cu crima organizată, în descoperirea și arestarea infractorilor, care s-au ascuns de organele de anchetă și judecată.
2. Medalia jubiliară "A 15-a aniversare a Miliției Transnistrene" se poartă pe partea stângă a pieptului și este aranjată după Medalia "A 10-a aniversare a organelor vamale ale RMN".

## Descriere
Medalia jubiliară "A 15-a aniversare a Miliției Transnistrene" are formă de cerc cu diametrul de 32 mm și este confecționată din aliaj cupru-nichel de culoarea oțelului. Atât pe avers, cât și pe revers, se află borduri cu lățimea de 0,75 mm la marginile medaliei. Suprafața medaliei este granulată în relief. Toate imaginile sunt convexe.
Pe aversul medaliei, în centru, se află reprezentată imaginea stilizată (fără piedestal) a Statuii generalisimului Alexandr Suvorov din Tiraspol, încadrată de borduri cu lățimea de 1,5 mm. Întreg acest cadru este încadrat la mijloc, pe ambele părți, de imaginea în relief a trei benzi reprezentând steagul Republicii Moldovenești Nistrene, intersectându-se în unghi drept cu două ramuri de frunze de stejar. În partea de jos a cadrului cu monumentul se află inscripția pe 2 linii "15 ЛЕТ" ("15 ani").
Pe reversul medaliei, în partea de mijloc, se află inscripția în relief pe două linii: "ПРИДНЕСТРОВСКОЙ МИЛИЦИИ" ("Miliția Transnistreană"). De-a lungul marginii medaliei se află dispusă în arc de cerc inscripția "В ОЗНАМЕНОВАНИЕ ПЯТНАДЦАТИЛЕТНЕЙ ГОДОВЩИНЫ" ("În amintirea celor 15 ani"). Începutul și sfârșitul inscripției sunt unite în partea de jos prin două ramuri de lauri încrucișate. Deasupra ramurilor de lauri sunt plasați anii "1991-2006".
Medalia jubiliară "A 15-a aniversare a Miliției Transnistrene" este prinsă printr-o ureche de o panglică pentagonală de mătase, cu lățimea de 24 mm. În partea stângă a panglicii se află imaginea steagului național al Republicii Moldovenești Nistrene: roșu-verde-roșu, cu lățimi de câte 4 mm - benzile roșii și 3 mm - banda verde. După culorile steagului, sunt dispuse trei benzi de culoare albastru-închis cu lățimea de 3, 1 și 3 mm respectiv, separate de benzi roșii cu lățimea de 2 mm fiecare. Pe reversul panglicii se află o agrafă pentru prinderea decorației de haine.